# Asthenia terminalis
Asthenia terminalis är en fjärilsart som beskrevs av Jordan 1924. Asthenia terminalis ingår i släktet Asthenia och familjen påfågelsspinnare. Inga underarter finns listade i Catalogue of Life.